# Karl Hermann Bolldorf
Karl Hermann Bolldorf (* 9. Dezember 1948 in Speyer) ist ein deutscher Politiker (AfD, zuvor CDU) und war von 2019 bis 2024 Abgeordneter des Hessischen Landtags.		

## Leben und Politik
Bolldorf absolvierte eine Ausbildung zum Diplom-Verwaltungswirt. Ab den 1960er-Jahren arbeitete er als Beamter beim Landratsamt Neustadt/Wstr. und in der Kreisverwaltung Bad Dürkheim. 1971 trat er mit 23 Jahren in die CDU ein. Ab 1991 war er als Mitglied der CDU hauptamtlicher Erster Stadtrat und ab 1993 Bürgermeister der mittelhessischen Kleinstadt Biedenkopf, wurde 2010 abgewählt und 2011 durch Joachim Thiemig (SPD) abgelöst.
Nach seinem Austritt aus der CDU im Spätsommer 2015, begründet mit Merkels Politik und der Flüchtlingskrise, trat er 2016 nach Anfrage in die AfD ein und wurde Vorsitzender der AfD-Fraktion im Kreistag Marburg-Biedenkopf. Bei der Landtagswahl in Hessen 2018 kandidierte er auf Listenplatz 7 der AfD in Wahlkreis Marburg-Biedenkopf I. Ihm gelang der Einzug als Abgeordneter in den Hessischen Landtag, wo er zum Vorsitzenden des Europaausschusses gewählt wurde. Nach dem in der ersten Sitzung bei der Wahl gescheiterten Bernd-Erich Vohl wurde Bolldorf zum AfD-Kandidaten für das Amt des Landtagsvizepräsidenten in der zweiten Sitzung des Parlaments aufgestellt, scheiterte jedoch in drei Wahlgängen. In den ersten beiden Wahlgängen erhielt er 29 Ja-Stimmen der 129 anwesenden Abgeordneten, im dritten Wahlgang 28 von 128 abgegebenen Voten. Für die Landtagswahl in Hessen 2023 konnte er, anders als selbst erwartet, keinen Listenplatz mehr erringen.
Bolldorf wohnt in Biedenkopf, ist zum dritten Mal verheiratet und ist vierfacher Vater. Zwei der Kinder sind adoptiert.